# Azagra
Azagra – gmina w Hiszpanii, w Nawarze, o powierzchni 33,71 km². W 2011 roku gmina liczyła 3868 mieszkańców.